# Коцод-Семон (Долина Аосте)
Коцод-Семон је насеље у Италији у округу Долина Аосте, региону Долина Аосте.
Према процени из 2011. у насељу је живело 111 становника. Насеље се налази на надморској висини од 1058 м.